# Copper Peak, Antarktis
Copper Peak är en bergstopp i Antarktis. Den ligger i Västantarktis. Argentina, Chile och Storbritannien gör anspråk på området. Toppen på Copper Peak är 1 125 meter över havet, eller 471 meter över den omgivande terrängen. Bredden vid basen är 3,6 km.
Terrängen runt Copper Peak är kuperad åt sydväst, men åt nordost är den bergig. Havet är nära Copper Peak söderut. Trakten är obefolkad. Det finns inga samhällen i närheten. 